# Émile Chapelier
Émile Chapelier (Bande, 9 settembre 1870 – Bruxelles, 16 marzo 1933) è stato uno scrittore, anarchico, esperantista e sindacalista belga, noto per aver fondato nel 1905 la comunità anarco-comunista L'Expérience.
Chapelier viene considerato insieme a Georges Thonar uno dei principali esponenti dell'anarchismo belga prima dello scoppio della prima guerra mondiale. Tra il 1908 e il 1909 aderì al Partito Operaio Belga.

## Biografia
Chapelier nacque a Bande, frazione di Nassogne, il 9 settembre 1870. Il padre era un lavoratore analfabeta e alcolizzato mentre la madre morì quando lui era molto giovane, e per questo dovette trascorrere l'infanzia con la zia e il nonno. Frequentò la scuola solo per nove mesi e all'età 13 anni partì per la provincia di Liegi, dove lavorò per alcuni anni in una miniera. Intorno al 1890, dopo aver imparato da autodidatta a scrivere e a leggere, entrò a far parte del movimento anarchico. Tenne le sue prime conferenze pubbliche durante lo sciopero del 1893, in seguito perse il lavoro e si trasferì a Bruxelles. Nel 1894 venne arrestato per aver tenuto una riunione antimilitarista; sempre nello stesso anno iniziò a collaborare con il quotidiano L'Insurgé di Georges Thonar.
Nel 1896 pubblicò Le Cri des Opprimés. Poiché ricercato dalle autorità iniziò a tenere conferenze sotto il falso nome di Prosper Adam, a Mouscron, Tourcoing e Roubaix. In seguito si consegnò e fu condannato a 5 anni di reclusione. Liberato nel 1900, tenne, il giorno stesso della sua liberazione, una conferenza presso il Groupe d’Études Sociales di Bruxelles.

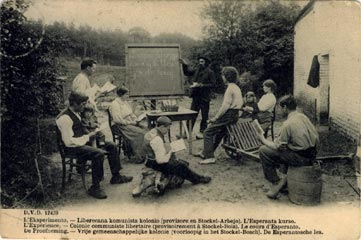
Una lezione di esperanto a L'Expérience.

Dopo essere stato rilasciato collaborò con alcuni giornali anarchici tra cui: L'Émancipation, L'effort écletique, Le Réveil des Travailleurs, e successivamente a L'Insurgé e L'Ouvrier des Ports. Fu nuovamente arrestato nel 1901 e nel 1902, con l'accusa di aver partecipato a un complotto contro il Re Alberto I. Nel 1904 tenne corsi e conferenze sulla lingua internazionale dell'esperanto.

## L’Expérience

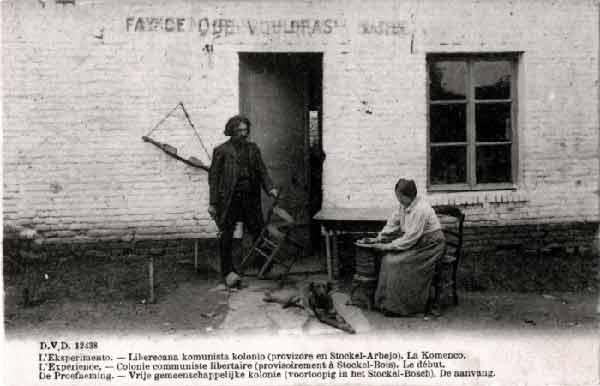
Sopra la porta d'ingresso Chapelier affisse il motto di François Rabelais “Fais ce que voudras" (Fa' quello che vuoi).

Il 22 luglio 1905 a Stockel, un quartiere di Bruxelles, fondò assieme alla sua compagna Marie David, la comunità libertaria L'Expérience. La comunità, che durante gli anni di attività ebbe dai cinque ai quindici abitanti, nacque con l'obiettivo di essere un'alternativa alla propaganda del fatto e con quello di rafforzare la fede rivoluzionaria dei suoi abitanti e dei suoi visitatori. Vi soggiornarono Victor Serge, Jean De Boë, Édouard Carouy, Raymond Callemin e l'attivista esperantista Eugène Gaspard Marin. La comunità faceva parte del Groupement Communiste Libertaire.
Il progetto si incentrava su diversi punti, tra cui la proprietà comune, lavoro in comune (principalmente giardinaggio e allevamento di pollame) e consumo secondo il principio del “ciascuno secondo le sue capacità, a ognuno secondo i suoi bisogni. La comunità inoltre si basava sul principio del mutuo soccorso sviluppato da Pëtr Alekseevič Kropotkin. Il 22 luglio 1906 vi si tenne il secondo Congrès Communiste Libertaire Belge, che lanciò l'idea di un'internazionale anarchica.
Chapelier considerava l'uso di una lingua internazionale il modo più sicuro per facilitare la comunicazione tra gli esseri umani, inoltre secondo lui aveva il vantaggio di essere facile da imparare e di fatto avrebbe potuto rimuovere gli ostacoli nel contatto tra militanti rivoluzionari di paesi diversi. Per diffondere le proprie idee gli abitanti della comunità, tra il 1906 e il 1907, si improvvisarono attori, dando vita a diversi spettacoli teatrali sia nella stessa comunità che sia in diverse città e villaggi del Belgio, basati sull'opera teatrale scritta da Chapelier, La Nouvelle Clairière.

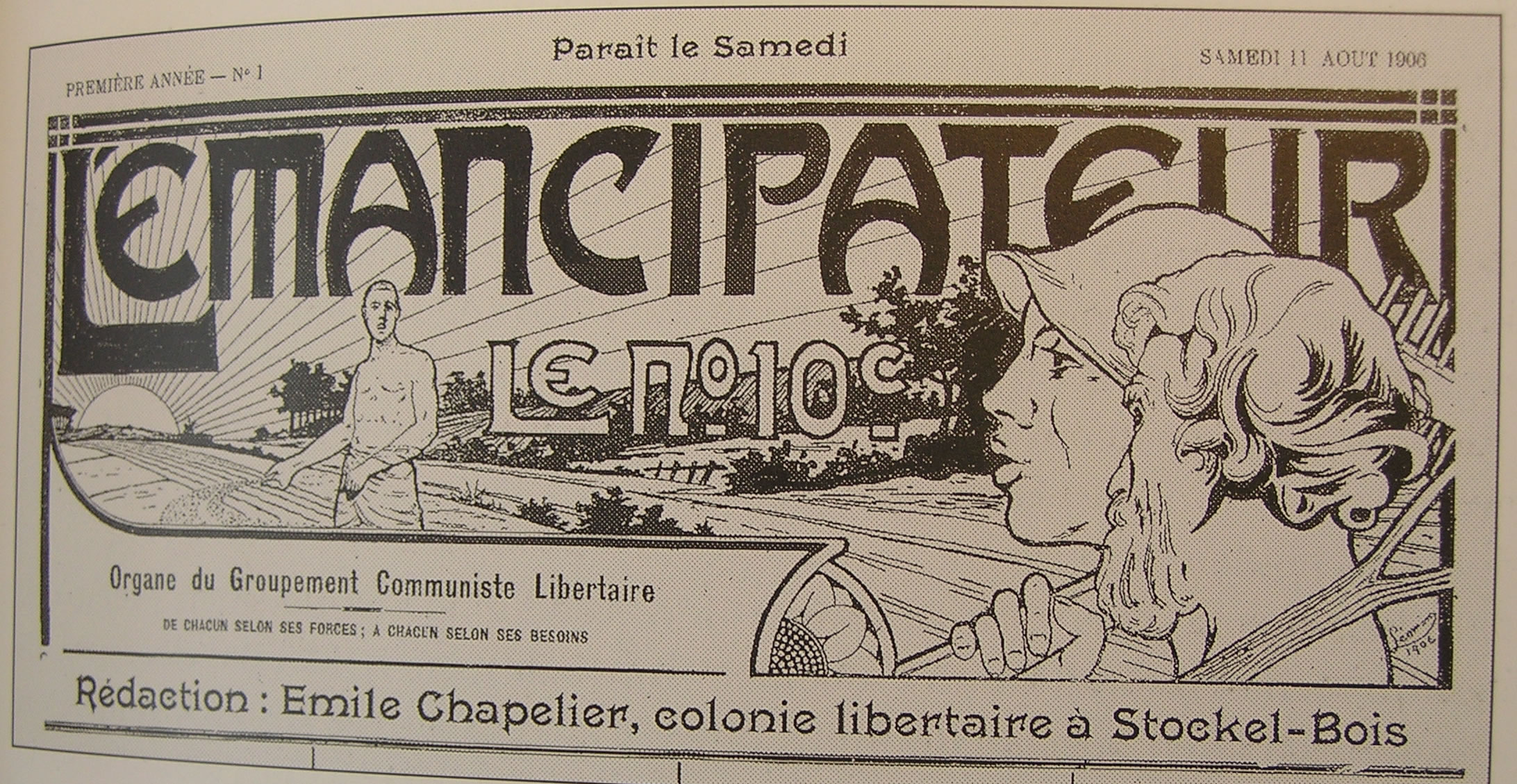
L’Émancipateur dell'11 agosto 1906.

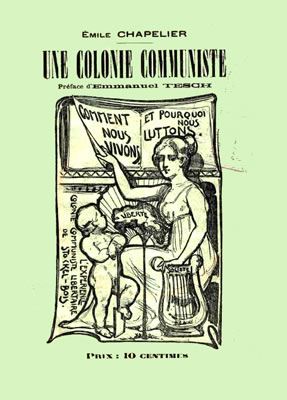
Une Colonie Communiste.

Nella comunità si sostenevano i principi del libero amore, ciò fornì a Chapelier lo spunto per un'opera teatrale, L'amour en liberté, che gli abitanti interpretarono nel 1907. A L'Expérience le donne venivano considerate uguali agli uomini, con gli stessi diritti e di fatto gli stessi doveri, inoltre non esistevano lavori maschili e lavori femminili. Chapelier sostenne la contraccezione e l'aborto, e più in generale una politica neomalthusiana di controllo delle nascite. Per lui, i lavoratori dovevano essere in grado di riprodursi guidati dalla ragione, rifiutando le convenzioni sociali o religiose. Scrisse numerose opere sull'argomento, tra cui Ayons peu d’enfants! Pourquoi? Comment?.
L'11 agosto 1906, la comunità pubblicò il primo numero del settimanale L'Émancipateur. Il giornale chiuse nel dicembre 1906 dopo la pubblicazione di 13 numeri; e gli successe il quotidiano Le Comuniste nel giugno 1907.
Nel febbraio 1908 Chapelier lasciò la comunità.

## DopoL’Expérience
Nell'estate del 1907 partecipò al Congresso anarchico internazionale di Amsterdam, dove si dichiarò contrario al militarismo, la cui influenza secondo lui aveva profondamente corrotto le società e sostenne inoltre Errico Malatesta nella disputa contro Ferdinand Domela Nieuwenhuis.
Nel 1910 pubblicò l'opera Catéchisme syndicaliste en six leçons e assunse la direzione del quotidiano L'Exploité. A Bruxelles fondò il Cercle de la Libre pensée prolétarienne, di cui fu presidente per molti anni. Dopo la prima guerra mondiale fu attivo all'interno della Ligue matérialiste de Belgique per la quale scrisse nel 1929 un'opera dal titolo La libre pensée prolétarienne contre la libre pensée bourgeoise.
Morì il 16 marzo 1933.

## Opere
- Une colonie communiste. Comment nous vivons et pourquoi nous luttons, prefazione di Emmanuel Tesch, Imprimerie Fraigneux, Bruxelles, 1906
- Ayons peu d’enfants! Pourquoi? Comment?, Imprimerie de Génération consciente, Parigi
- Au confessionnal, Vaudeville en 1 acte, Bruxelles, 1910.
- Catéchisme syndicaliste en six leçons, Bruxelles, 1910.
- Le Communisme et les paresseux, Bibliothèque de la Colonie communiste libertaire l’Expérience, Boitsfort, 1907.
- Entre propriétaire et locataire, Imprimerie générale, Mons, 1910.
- Lettre ouverte au joyeux curé de Dolhain, suivie de quelques réflexions sur l'enseignement des prêtres, Bibliothèque de la Colonie communiste libertaire l’Expérience, 1908.
- Les Libertaires et la langue internationale espéranto, Saint-Gilles-Bruxelles
- La Libre pensée prolétarienne contre la libre pensée bourgeoise, Bruxelles, 1929.
- Limitons les naissances ! Réponse au cardinal Mercier, Bruxelles, 1909.
- La Nouvelle Clairière, drame social en 5 actes, Bibliothèque de la colonie communiste libertaire L'Expérience, Stockel-Bois, 1906.
- Pourquoi je ne crois plus en Dieu, Groupe de propagande par la brochure, La Brochure mensuelle, Paris, 1927
- Pourquoi l'Église a tué Ferrer?, Bruxelles, 1909.
- La Procréation consciente, Bruxelles, 1910.
- Réponse à l'encyclique du Pape ou Les Crimes obligatoires de l'Église romaine, Petite Bibliothèque anticléricale, Bruxelles, 1901.
- Anarchists and the international language esperanto; with an appendix explaining the elements of the language, London, Freedom, 1908